# Platycerium stemaria
Platycerium stemaria là một loài thực vật có mạch trong họ Polypodiaceae. Loài này được (P. Beauv.) Desv. miêu tả khoa học đầu tiên năm 1827.

## Hình ảnh

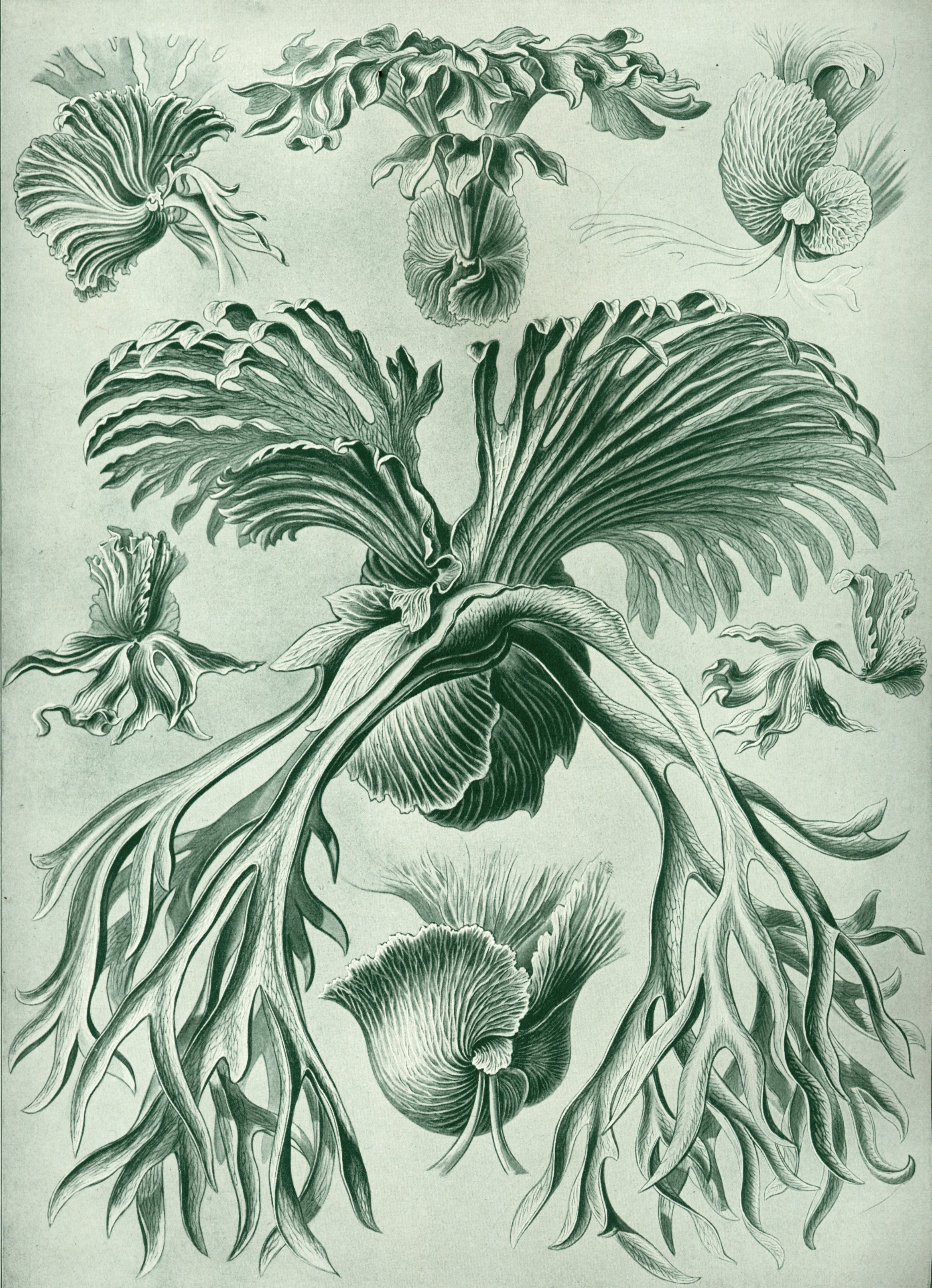
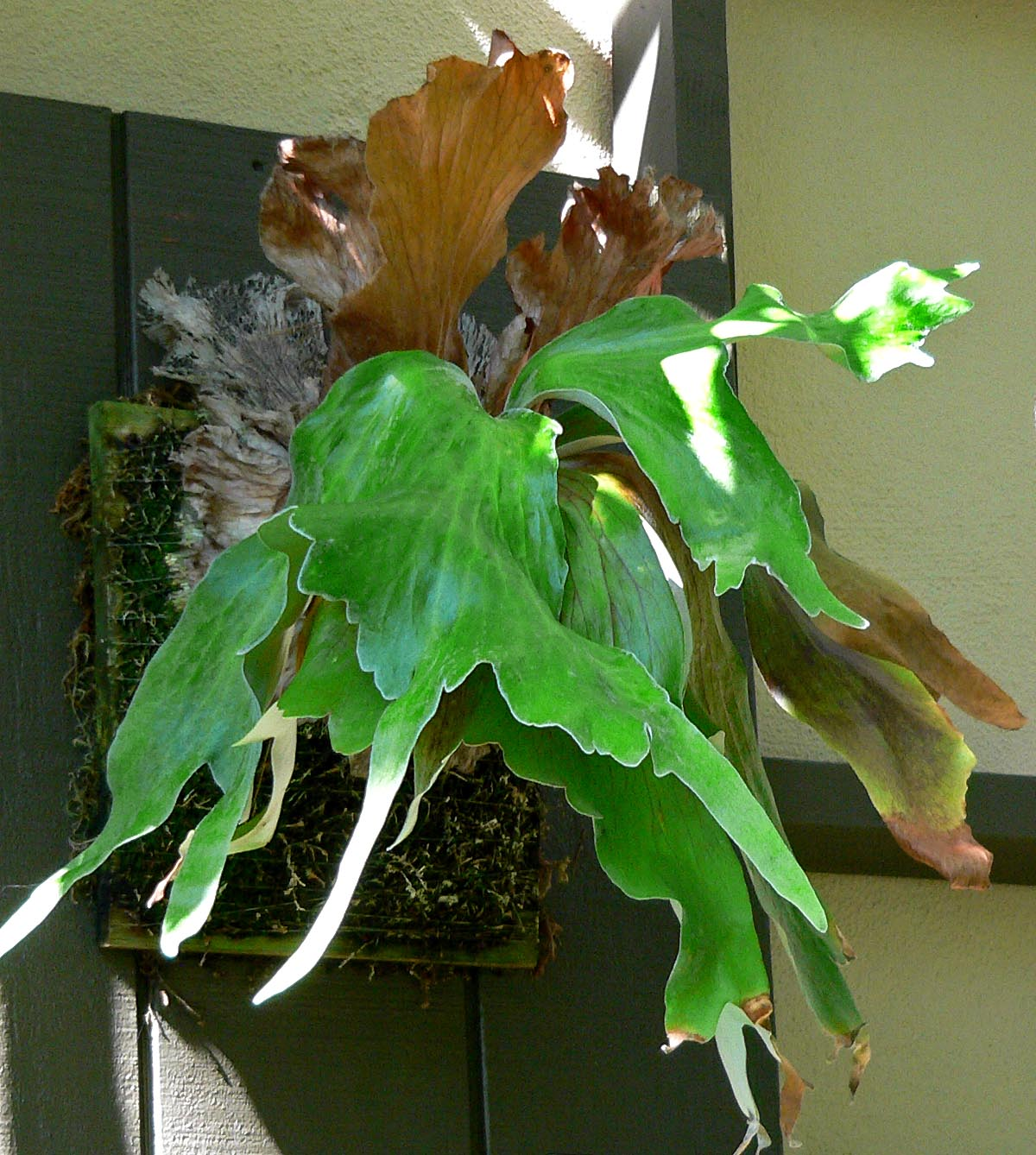
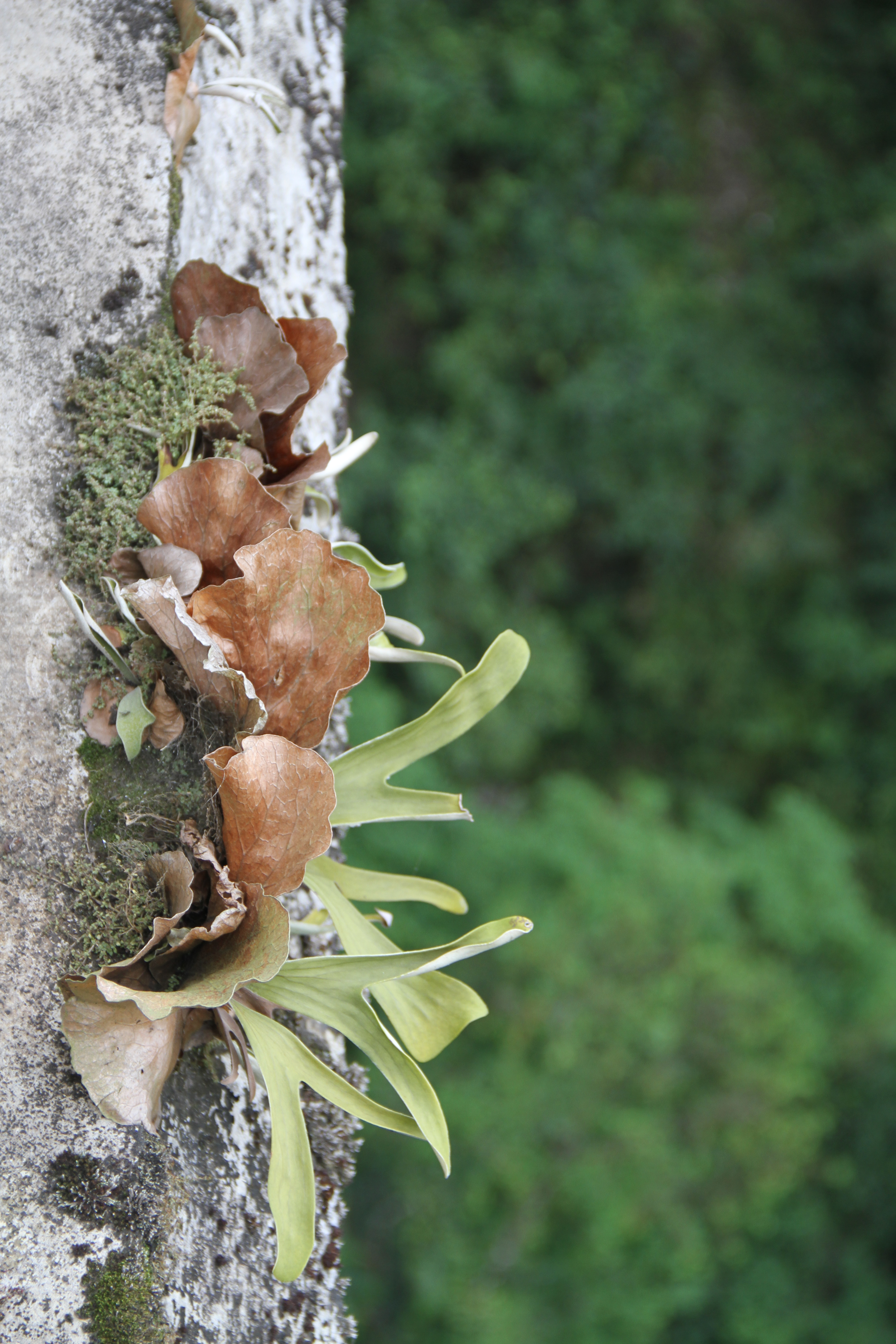
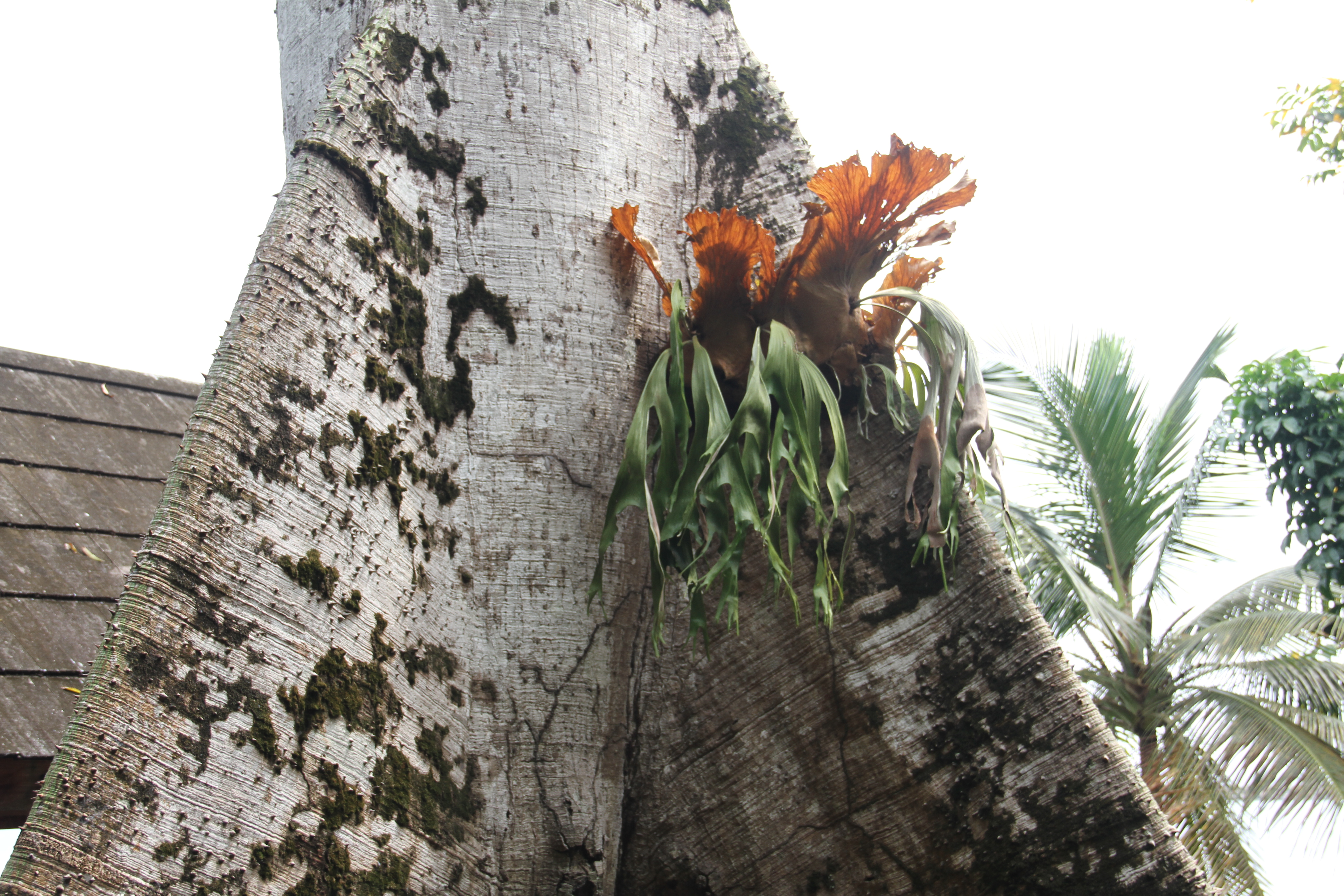